# Pielgrzymów, Opolskie
Pielgrzymów [pjɛlˈɡʐɨmuf] (tiếng Séc: Pelhřimovy, tiếng Đức: Pilgersdorf) là một ngôi làng nhỏ nằm ở phía tây nam Ba Lan thuộc Quận Głubczyce, Opolskie sát với biên giới với Cộng hòa Séc. Ngôi làng cách Głubczyce 13 km (8 dặm) về phía tây và cách thành phố Opole 58 km (36 dặm) về phía nam.

## Lịch sử
Sau Chiến tranh Śląsk, đường biên giới mới giữa Séc và Ba Lan chia cắt ngôi làng thành hai phần: làng Pielgrzymów thuộc lãnh thổ Ba Lan, làng Pelhřimovy thuộc lãnh thổ Séc. Sự tranh chấp biên giới giữa hai nước vẫn tiếp tục diễn ra trong thời kỳ Cộng sản 1945–1989, cho đến khi hai nước gia nhập Khu vực Schengen vào năm 2007.
Việc phân cắt của ngôi làng này đem đến một số rắc rối vào năm 2020 thời điểm mà đại dịch COVID-19 đang hoành hành, Quân đội Ba Lan tiến vào một số khu vực phía bên Séc do hiểu nhầm. Quân đội Ba Lan đã "chiếm đóng" các phần của ngôi làng trong hai tuần. Sự hiểu lầm này khiến cho một số công dân Séc không thể di chuyển qua lại trong chính ngôi làng của họ và phải sống cách biên giới thực hai nước khoảng 30 mét.